# Aeroportul Changbaishan
Aeroportul Changbaishan (IATA: NBS, ICAO: ZYBS) este un aeroport din Fusong County⁠(d), Baishan⁠(d), Jilin, Republica Populară Chineză ce deservește zona Changbai Korean Autonomous County⁠(d). Aeroportul a fost tranzitat în 2022 de 243.996 de pasageri.
Aeroportul dispune de o singură pistă.